# Petrovce (Sobrance)
Petrovce je naseljeno mjesto u okrugu Sobrance u Košickom kraju u Slovačkoj.

## Stanovništvo
| Godina:     | 1993. | 2003.    | 2013.   | 2023.   |
| ----------- | ----- | -------- | ------- | ------- |
| Broj ljudi: | 306   | 235      | 215     | 207     |
| Razlika:    |       | -23,20 % | -8,51 % | -3,72 % |

| Godina:     | 2022. | 2023.   |
| ----------- | ----- | ------- |
| Broj ljudi: | 209   | 207     |
| Razlika:    |       | -0,95 % |

Prema podatcima o broju stanovnika iz 2023. godine naselje je imalo 207 stanovnika.

## Vanjske poveznice
|  | Zajednički poslužitelj ima još gradiva o temi Petrovce (Sobrance) |

- Službena stranica naselja (sl.)